# Angelo Orlando (calciatore)
Angelo Orlando (San Cataldo, 11 agosto 1965) è un allenatore di calcio ed ex calciatore italiano, di ruolo centrocampista.

## Carriera

### Giocatore
Iniziò la carriera nel 1983 nelle file del Varese, in cui rimane per due anni, giocando stabilmente nella stagione 1984-1985 e saltuariamente nella precedente.
Nell'estate 1985 passa alla Triestina, rimanendovi per tre stagioni, giocando come titolare e segnando due gol nella sua ultima stagione.
Passato all'Udinese nell'estate 1988 vi rimane fino al 1991, anno in cui viene acquistato dall'Inter per 2 miliardi di lire.
Con la maglia dell'Inter nella stagione 1993-1994 vince la Coppa Uefa.
Nel 1995 va alla Cremonese, dove rimane per due stagioni, per poi terminare la carriera nel 1997-1998 alla Juve Stabia.

### Allenatore
Dopo essere stato allenatore della squadra Primavera della Triestina, è diventato, insieme a Carmine Balleri, vice della squadra lettone dell'Ventspils, con la quale partecipa alla UEFA Europa League e ottiene il secondo posto nella massima lega nazionale.
Dal 2016 al 2017 siede sulla panchina del F.A. Euro, team della Premier Development League statunitense.
Sul finire degli anni Duemiladieci è stato il tecnico della formazione Berretti della Triestina, per poi passare ad allenare la squadra Under-19 degli alabardati.

## Palmarès

### Giocatore
- Coppa UEFA: 1

Inter: 1993-1994